# Governatore reale del Cile
Il governatore reale del Cile regnava sul distretto amministrativo della Spagna coloniale noto come Regno del Cile. Questo distretto veniva chiamato anche Capitaneria generale del Cile, e per questo motivo il governatore reale aveva anche il titolo di capitano generale. Ci furono 66 governatori o capitani nel corso della conquista spagnola e nell'ultimo periodo di colonialismo ispano-centrico.

## Governatori del Regno del Cile
| Immagine | Nome                  | Inizio incarico | Fine incarico    | Note                              | Nominato da       |
|          | Pedro de Valdivia     | Agosto 1540     | Dicembre 1547    |                                   | Carlo V d'Asburgo |
|          | Francisco de Villagra | Dicembre 1547   | 20 luglio 1549   |                                   | Carlo V d'Asburgo |
|          | Pedro de Valdivia     | 20 luglio 1549  | 25 dicembre 1553 | Ucciso nella battaglia di Tucapel | Carlo V d'Asburgo |
|          | Rodrigo de Quiroga    | Dicembre 1553   | Febbraio 1555    |                                   | Carlo V d'Asburgo |
|          | Francisco de Villagra | Dicembre 1553   | Febbraio 1555    |                                   | Carlo V d'Asburgo |
|          | Francisco de Aguirre  | Dicembre 1553   | Febbraio 1555    |                                   | Carlo V d'Asburgo |

Tra il febbraio 1555 ed il maggio 1556 i cabildo cittadini del Cile si autogovernarono, mentre si teneva la disputa sul governatorato presso la Audiencia Reale di Lima.
| Immagine | Nome                         | Inizio incarico | Fine incarico | Note                             | Nominato da          |
|          | Francisco de Villagra        | Maggio 1556     | Aprile 1557   |                                  | Filippo II di Spagna |
|          | García Hurtado de Mendoza    | Aprile 1557     | Febbraio 1561 |                                  | Filippo II di Spagna |
|          | Francisco de Villagra        | Febbraio 1561   | Giugno 1563   |                                  | Filippo II di Spagna |
|          | Pedro de Villagra            | Giugno 1563     | Giugno 1565   |                                  | Filippo II di Spagna |
|          | Rodrigo de Quiroga           | Giugno 1565     | Agosto 1567   |                                  | Filippo II di Spagna |
|          | Audiencia Reale del Cile     | Agosto 1567     | Agosto 1568   |                                  | Filippo II di Spagna |
|          | Melchor Bravo de Saravia     | Agosto 1568     | Gennaio 1575  |                                  | Filippo II di Spagna |
|          | Rodrigo de Quiroga           | Gennaio 1575    | Febbraio 1580 |                                  | Filippo II di Spagna |
|          | Martín Ruiz de Gamboa        | Febbraio 1580   | Luglio 1583   |                                  | Filippo II di Spagna |
|          | Alonso de Sotomayor          | Settembre 1583  | Luglio 1592   |                                  | Filippo II di Spagna |
|          | Pedro de Viscarra            | Luglio 1592     | Ottobre 1592  |                                  | Filippo II di Spagna |
|          | Martín García Óñez de Loyola | Ottobre 1592    | Dicembre 1598 | Ucciso nel disastro di Curalaba. | Filippo II di Spagna |

 Nominati da Filippo III di Spagna 
- Pedro de Viscarra: (Dicembre 1598 - Maggio 1599)
- Francisco de Quiñónez: (Maggio 1599 - Luglio 1600)
- Alonso García de Ramón: (Luglio 1600 - Febbraio 1601); (Marzo 1605 - Settembre 1607)
- Alonso de Ribera: (Febbraio 1601 - Marzo 1605); (Marzo 1612 - Marzo 1617)
- Luis Merlo de la Fuente: (Settembre 1607 - Gennaio 1611)
- Juan de la Jaraquemada: (Gennaio 1611 - Marzo 1612)
- Fernando Talaverano Gallegos: (Marzo 1617 - Gennaio 1618)
- Lope de Ulloa y Lemos: (Gennaio 1618 - Dicembre 1620)
- Cristóbal de la Cerda y Sotomayor: (Dicembre 1620 - Novembre 1621)

 Nominati da Filippo IV di Spagna 
- Pedro Osores de Ulloa: (Novembre 1621 - Settembre 1624)
- Francisco de Álava y Nureña: (Settembre 1624 - Maggio 1625)
- Luis Fernández de Córdoba y Arce: (Maggio 1625 - Dicembre 1629)
- Francisco Laso de la Vega: (Dicembre 1629 - Maggio 1639)
- Francisco López de Zúñiga: (Maggio 1639 - Maggio 1646)
- Martín de Mujica y Buitrón: (Maggio 1646 - Aprile 1649)
- Alonso de Figueroa y Córdoba: (Aprile 1649 - Maggio 1650)
- Francisco Antonio de Acuña Cabrera y Bayona: (Maggio 1650 - Gennaio 1656)
- Pedro Porter Casanate: (Gennaio 1656 - Febbraio 1662)
- Diego González Montero Justiniano: (Febbraio 1662 - Maggio 1662)
- Ángel de Peredo: (May 1662 - Gennaio 1664)
- Francisco de Meneses Brito: (Gennaio 1664 - 1667)

 Nominati da Carlo II di Spagna 
- Diego Dávila: (1667 - Febbraio 1670)
- Diego González Montero Justiniano: (Febbraio 1670 - Ottobre 1670)
- Juan Henríquez de Villalobos: (Ottobre 1670 - Aprile 1682)
- José de Garro: (Aprile 1682 - Gennaio 1692)
- Tomás Marín de Poveda: (Gennaio 1692 - Dicembre 1700)

 Nominati da Filippo V di Spagna 
| Immagine | Nome                                              | Inizio incarico  | Fine incarico    | Nots | Nominato da             |
|          | Francisco Ibáñez de Peralta                       | Dicembre 1700    | Febbraio 1709    |      | Filippo V di Spagna     |
|          | Juan Andrés de Ustariz                            | Febbraio 1709    | Dicembre 1716    |      | Filippo V di Spagna     |
|          | José de Santiago Concha                           | Dicembre 1716    | 17 dicembre 1717 |      | Filippo V di Spagna     |
|          | Gabriel Cano                                      | 17 dicembre 1717 | 11 novembre 1733 |      | Filippo V di Spagna     |
|          | Francisco de Sánchez de la Barreda                | 11 novembre 1733 | Maggio 1734      |      | Filippo V di Spagna     |
|          | Manuel Silvestre de Salamanca Cano                | Maggio 1734      | Novembre 1737    |      | Filippo V di Spagna     |
|          | José Manso de Velasco                             | Novembre 1737    | Giugno 1744      |      | Filippo V di Spagna     |
|          | Francisco José de Ovando                          | Giugno 1745      | Marzo 1746       |      | Filippo V di Spagna     |
|          | Domingo Ortíz de Rosas                            | 25 marzo 1746    | 28 dicembre 1755 |      | Ferdinando VI di Spagna |
|          | Manuel de Amat y Juniet                           | 28 dicembre 1755 | 9 settembre 1761 |      | Ferdinando VI di Spagna |
|          | Félix de Berroeta                                 | Settembre 1761   | Ottobre 1762     |      | Carlo III di Spagna     |
|          | Antonio de Guill y Gonzaga                        | Ottobre 1762     | Agosto 1768      |      | Carlo III di Spagna     |
|          | Juan de Balmaseda y Censano Beltrán               | Agosto 1768      | Marzo 1770       |      | Carlo III di Spagna     |
|          | Francisco Javier de Morales y Castejón de Arrollo | Marzo 1770       | Marzo 1772       |      | Carlo III di Spagna     |

## Governatori e capitani generali del Cile
Nominati da Carlo III di Spagna 
- Agustín de Jáuregui: (Marzo 1772 - Luglio 1780)
- Tomás Álvarez de Acevedo Ordaz: (Luglio 1780 - Dicembre 1780); (Aprile 1787 - Maggio 1788)
- Ambrosio de Benavides: (Dicembre 1780 - Aprile 1787)

 Nominati da Carlo IV di Spagna 
- Ambrosio O'Higgins: (Maggio 1788 - Maggio 1796)
- José de Rezabal y Ugarte: (Maggio 1796 - Settembre 1796)
- Gabriel de Avilés: (18 settembre 1796 - 21 gennaio 1799)
- Joaquín del Pino Sánchez de Rojas: (Gennaio 1799 - Aprile 1801)
- José de Santiago Concha Jiménez Lobatón: (Aprile 1801 - Dicembre 1801)
- Francisco Tadeo Diez de Medina Vidanges: (Dicembre 1801 - Gennaio 1802)
- Luis Muñoz de Guzmán: (Gennaio 1802 - Febbraio 1808)

 Nominati da Ferdinando VII di Spagna 
- Juan Rodríguez Ballesteros: (Febbraio 1808 - Aprile 1808)
- Francisco Antonio García Carrasco: (Aprile 1808 - Luglio 1810)
- Mateo de Toro Zambrano: (Luglio 1810 - Settembre 1810)

Periodo della Reconquista Española: Governatori e capitani generali (in opposizione)
- Antonio Pareja: (12 dicembre 1812 - 21 maggio 1813)
- Juan Francisco Sánchez: (21 maggio 1813 - 1º gennaio 1814)
- Gabino Gaínza: (1º gennaio 1814 - 19 luglio 1814)
- Mariano Osorio: (19 luglio 1814 - 26 dicembre 1815)
- Francisco Marcó del Pont: (26 dicembre 1815 - 12 febbraio 1817)
- Mariano Osorio: (4 gennaio 1818 - 5 aprile 1818)